# 임피군
임피군(臨陂郡)은 지금의 전북특별자치도 군산시 동부 지역에 있었던 행정 구역이다. 1914년 옥구군에 통폐합되었다.

## 역사
(링크)
본래 백제의 시산군(屎山郡, 또는 陂山·所島·失鳥出郡)이었는데, 757년(경덕왕 16)임피군으로 고치고 옥구·회미·함열을 관할하게 하였다. 고려시대에는 현으로 강등하고 현령관을 두어 회미·옥구·만경·부윤을 다스리게 하였다.
조선시대에도 계속 현으로 있다가 1895년(고종 32) 군이 되었고, 1914년 행정구역 개편 때 옥구군에 병합되었으며, 1995년 옥구군과 군산시가 통합되어 군산시가 되었다.
조선시대에는 이곳이 금강과 만경강 사이에 있어 호남평야의 일부를 이루고 있었다. 옛 읍은 예산성(芮山城)에 있었는데, 이는 1409년(태종 9) 읍성을 신축하여 옮긴 것이다. 당시에는 소안역(蘇安驛)과 불지산(佛智山)·오성산(五聖山) 봉수가 있었다.
북쪽 금강변의 서포(西浦)에는 고려 때 12조창(漕倉)의 하나인 진성창(鎭城倉)이 있었고, 상류에 있었던 나리포창(羅里浦倉)은 뒤에 나주로 이전하였으나 나포라는 지명은 지금도 남아 있다. 남쪽 신창(新倉)나루는 고려 때부터 만경강 남쪽의 조세를 조창으로 운반하던 교통의 요지로 다리가 가설되기도 하였다.

## 1914년 이후
| 통폐합 전 | 통폐합 후 (옥구군) | 통폐합 후 (옥구군)                     |
| 구 행정구역 | 신 행정구역        | 신 행정구역                            |
| --- | ------------------ | -------------------------------------- |
| 임피군 현내면(縣內面) 서모리/미산리/서원리 일부/안흥리 일부/(남일면)석곡리 일부/보리 일부/보암리 일부, 동상리/서상리/성내리/안흥리 일부/서원리 일부, 축동리/유곡리/(동이면)복우리 일부/호산리 일부 | 임피면             | 미원리, 읍내리, 축산리                 |
| 임피군 남일면(南一面) 석곡리 일부/보암리 일부/공창리 일부/상주리 일부/술산리 일부/(남이면)왕산리, 양지리/상주리 일부/술산리 일부/공창리 일부/하전리 일부/상전리 일부/계산리 일부/주산리 일부/하갈리 일부/(남이면)하죽산리 일부, 금도리/족동리 일부/창성리 일부/상갈리 일부/신정리 일부/만성리 일부/(동이면)용성리 일부/(익산군 서일면)만중리 일부/만후리 일부, 서봉리/상갈리 일부/하갈리 일부/(남이면)신평리 일부/(익산군 서일면)모산리 일부          | 임피면             | 보석리, 술산리, 영창리, 월하리         |
| 임피군 남이면(南二面) 하광리/상광리/입석리 일부/원두리 일부/중광리 일부/접산리 일부/하죽산리 일부/(남사면)신복리 일부/(익산군 남이면)옥포리 일부/광지리 일부, 삼길리/야중리/접산리 일부/하주리 일부/하죽산리 일부/원두리 일부/신평리 일부/(남일면)하전리 일부/상전리 일부/계산리 일부/주산리 일부/하갈리 일부/(익산군 서일면)모산리 일부/(익산군 남이면)신상리 일부, 고척리/하죽산리 일부/(남삼면)석화리 일부/(남사면)신복리 일부/(남일면)하전리 일부 | 대야면             | 광교리, 접산리, 죽산리                 |
| 임피군 남삼면(南三面) 내덕리/초산리/안정리/외덕리/덕봉리 일부/석둔리 일부/(상북면)구덕리 일부, 서악리/오동리/남흥리/오산리 일부/석화리 일부/(서삼면)장산리 일부 | 대야면             | 보덕리, 산월리                         |
| 임피군 남사면(南四面) 신창리/장좌리/상리/남우리/신복리 일부/차상리 일부/(남삼면)오산리 일부/석화리 일부/(남이면)입석리 일부/하죽산리 일부, 내상리/하리/차상리 일부/(남삼면)만자리/구복리 일부/오산리 일부/우덕리 일부/우산리 일부/(서삼면)동화리 일부 | 대야면             | 복교리, 지경리                         |
| 임피군 서삼면(西三面) 하장리/발산리/대봉리 일부/장산리 일부/와룡리 일부, 아산리/와동리/(북일면)고봉리 일부, 석흥리/흑암리/옥흥리 일부/웅동리 일부/(서사면)동정리 일부/(군산부 박면)접산리 일부, 운회리/송호리 일부/와룡리 일부/(서사면)동정리 일부/(북일면)구이리 일부, 장산리 일부/웅동리 일부/동화리 일부/대봉리 일부/(남삼면)우덕리 일부/우산리 일부                                                                                               | 개정면             | 발산리, 아산리, 옥석리, 운회리, 통사리 |
| 임피군 서사면(西四面) 개정리/금동리 일부/달여리 일부/동정리 일부/(서삼면)와룡리 일부/(군산부 박면)북내일리 일부/북사이리 일부, 구암리/마지리/외산리/잠두리 일부/조촌리 일부, 아촌리/율북리/달여리 일부/동정리 일부/잠두리 일부/(서삼면)송호리 일부/와룡리 일부/(북일면)둔덕리 일부/만동리 일부, 선동리/금성리/경성리/조촌리 일부/외산리 일부/(군산부 북면)궁지리 일부                                                                                 | 개정면             | 개정리, 구암리, 아동리, 조촌리         |
| 임피군 동일면(東一面) 감동리/장자리 일부/화등리 일부/(함열군 남이면)마포리 일부/상검리 일부/하검리 일부, 장평리/고평리/장자리 일부/신기리 일부/(함열군 남이면)부평리 일부/(동이면)방교리 일부/(익산군 북일면)백길리 일부, 신촌리/구산리 일부/장자리 일부/화등리 일부/(함열군 남이면)신성리 일부 | 서수면             | 금암리, 신기리, 화등리                 |
| 임피군 동이면(東二面) 소룡리 일부/관원리 일부/산간리 일부/내동리 일부/흥법리 일부, 장곶리/용귀리/산간리 일부/신장리 일부/복우리 일부/내동리 일부/관원리 일부/호산리 일부/소룡리 일부, 용전리/아이리/외감리/옥하리/용회리/호산리 일부/용성리 일부/(남일면)족동리 일부, 무장리/흥법리 일부/내동리 일부/신장리 일부/복우리 일부 | 서수면             | 관원리, 마룡리, 서수리, 축동리         |
| 임피군 북삼면(北三面) 수철리/세곡리/나포리/옥동리/신곡리 일부, 외곤리/강정리/등동리 일부/나기리 일부, 서지리/와촌리/군둔리/세류리/장동리/용산리/나기리 일부/신곡리 일부 | 나포면             | 나포리, 옥곤리, 장상리                 |
| 임피군 하북면(下北面) 진장리/입점리/부곡리/상주리 일부, 신성리/서포리 일부/(상북면)신기리 일부, 외곡리/대동리/자양리/하주리/서포리 일부/(북삼면)등동리 일부 | 나포면             | 부곡리, 서포리, 주곡리                 |
| 임피군 상북면(上北面) 옥곡리/우곡리/신기리 일부, 상동리/애점리/하작리 일부/구익리 일부/상작리 일부/(남삼면)덕봉리 일부, 남전리/동요리/금방리/기린리, 창동리/중오리/상작리 일부/하작리 일부 | 성산면             | 대명리, 산곡리, 여방리, 창오리         |
| 임피군 북일면(北一面) 만동리 일부/구이리 일부/고봉리 일부/식천리 일부, 거척리/내정리/사옥리/내흥리/중흥리 일부, 마동리/도암리/식천리 일부, 상흥리/중흥리 일부/둔덕리 일부, 석포리/성동리/요동리 | 성산면             | 고봉리, 내흥리, 도암리, 둔덕리, 성덕리 |